# Marathon van Hamburg 1993
De marathon van Hamburg 1993 werd gelopen op zondag 23 mei 1993. Het was de achtste editie van deze marathon.
De Engelsman Richard Nerurkar zegevierde bij de mannen en finishte in 2:10.57. Bij de vrouwen wist de Duitse Gabriela Wolf voor de tweede achtereenvolgende maal de overwinning te behalen. Haar tijd was 2:34.36.
In totaal finishten 6949 marathonlopers, waarvan 774 vrouwen.

## Uitslagen

### Mannen
| rang   | naam                  | land | tijd    |
| ------ | --------------------- | ---- | ------- |
| Goud   | Richard Nerurkar      | ENG  | 2:10.57 |
| Zilver | Thomas Robert Naali   | TAN  | 2:11.38 |
| Brons  | Karel David           | CZE  | 2:11.57 |
| 4      | Julius Sumawe         | TAN  | 2:11.58 |
| 5      | Diamantino dos Santos | BRA  | 2:13.48 |
| 6      | Ivan Uvizl            | CZE  | 2:13.49 |
| 7      | Vladimir Kotov        | BLR  | 2:13.51 |
| 8      | Barnabas Qamunga      | TAN  | 2:14.33 |
| 9      | Tesfaye Bekele        | ETH  | 2:14.45 |
| 10     | Thomas Eickmann       | GER  | 2:15.11 |
| 11     | Leonid Tikhonov       | RUS  | 2:15.14 |
| 12     | Aleksandr Lotov       | RUS  | 2:16.50 |
| 13     | Darren Wilson         | AUS  | 2:17.39 |
| 14     | Antal Szucs           | HUN  | 2:18.13 |
| 15     | Jimmy Muindi          | KEN  | 2:18.14 |
| 16     | Joseph Otieno         | KEN  | 2:18.24 |
| 17     | Krzysztof Niedziolka  | POL  | 2:18.43 |
| 18     | Tomasz Kozlowski      | POL  | 2:19.35 |
| 20     | Sergei Struganov      | RUS  | 2:20.16 |
| 21     | Simon Mrashani        | TAN  | 2:22.49 |
| 24     | Jacob Ngunzu          | KEN  | 2:23.17 |
| 25     | Haji Bulbula          | ETH  | 2:23.41 |

### Vrouwen
| rang   | naam             | land | tijd    |
| ------ | ---------------- | ---- | ------- |
| Goud   | Gabriela Wolf    | GER  | 2:34.36 |
| Zilver | Vera Sukhova     | RUS  | 2:34.59 |
| Brons  | Alevtina Naumova | RUS  | 2:35.19 |
| 4      | Françoise Maton  | BEL  | 2:39.37 |
| 5      | Elena Yegorova   | RUS  | 2:40.06 |
| 6      | Doris Koslowski  | GER  | 2:42.58 |
| 7      | Sari Junninen    | FIN  | 2:46.21 |
| 8      | Agota Farkas     | HUN  | 2:48.45 |
| 9      | Sunita Godara    | IND  | 2:49.22 |
| 10     | Ute Bergeest     | GER  | 2:53.17 |
| 11     | Ricarda Botzon   | GER  | 2:54.12 |

1986 · 1987 · 1988 · 1989 · 1990 · 1991 · 1992 · 1993 · 1994 · 1995 · 1996 · 1997 · 1998 · 1999 · 2000 · 2001 · 2002 · 2003 · 2004 · 2005 · 2006 · 2007 · 2008 · 2009 · 2010 · 2011 · 2012 · 2013 · 2014 · 2015 · 2016 · 2017